# Guarda-sol

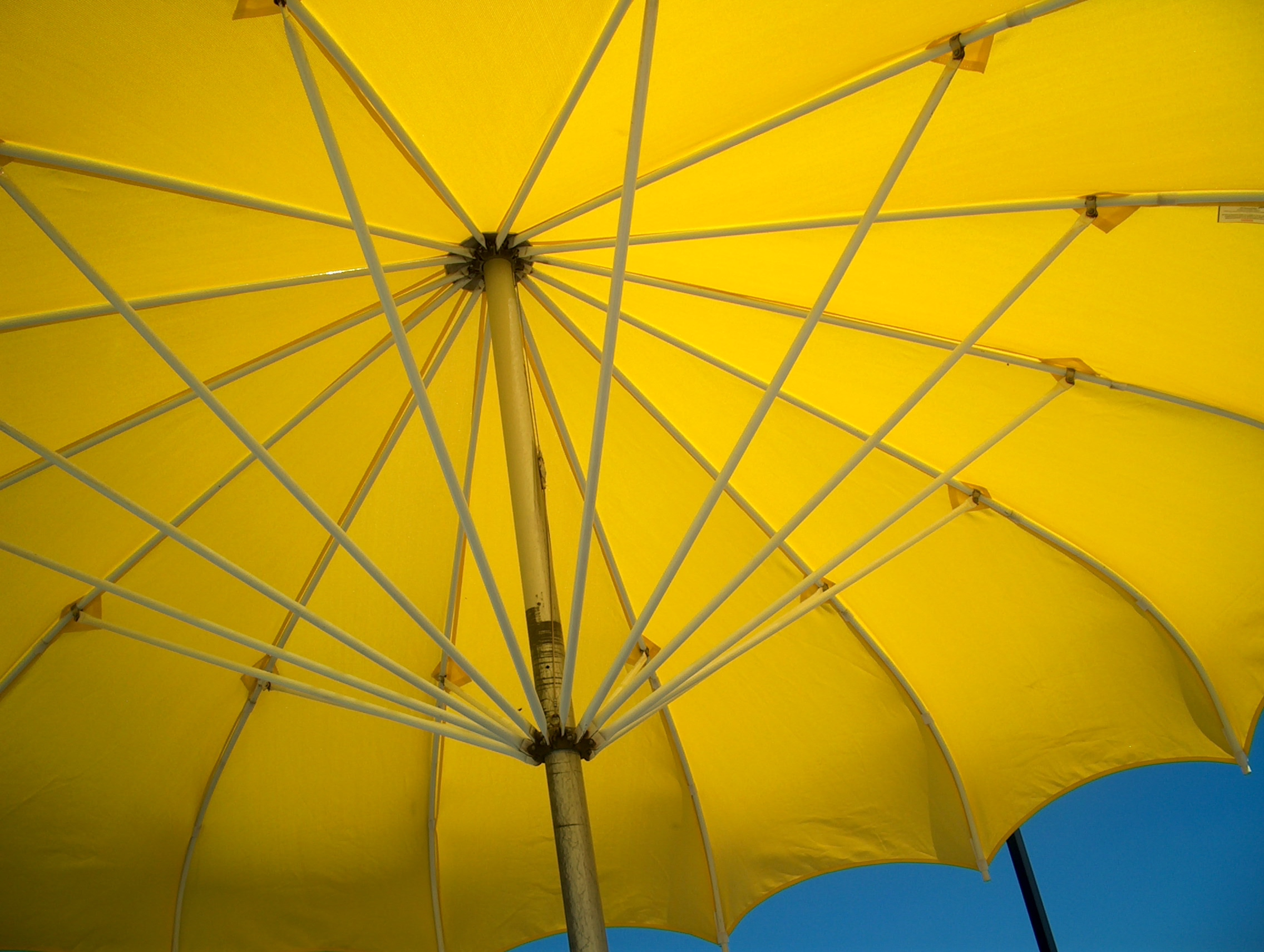
Detalhe de um guarda-sol

Um guarda-sol (chapéu-de-sol ou sombrinha) é uma espécie de guarda-chuva de maiores dimensões que se fixa geralmente nas areias das praias a fim de se obter sombra e uma maior proteção da luz do sol. Por se tratar de um objeto projetado para uso fixo, os raios que sustentam o tecido protetor geralmente posicionam-se mais abaixo do que os dos guarda-chuvas. As telas destas sombrinhas são geralmente muito finas e a grande maioria delas deixa os raios UV transpassá-las.